# دولت دهم جمهوری اسلامی ایران
دولت دهم جمهوری اسلامی ایران به دولتی گفته می‌شود که در نتیجهٔ پیروزی محمود احمدی‌نژاد در انتخابات ۲۲ خرداد ۱۳۸۸ روی کار آمد.
تنفیذ رئیس‌جمهور توسط سید علی خامنه‌ای، رهبر جمهوری اسلامی ایران در روز ۱۲ مرداد
و تحلیف وی در مجلس شورای اسلامی روز ۱۴ مرداد برگزار شد.
این دولت از تاریخ ۱۲ مرداد ۱۳۸۸ الی ۱۲ مرداد ۱۳۹۲ به فعالیت پرداخت و دولت حسن روحانی جایگزین آن شد.

## کابینه
بررسی رأی اعتماد وزیران پیشنهادی کابینهٔ دوم وی، از روز یک‌شنبه ۸ شهریور ۱۳۸۸ در مجلس آغاز شد. در این دوره از مراسم رای اعتماد به وزراء نمایندگان مجلس از عدم تعامل دولت با نمایندگان در زمان انتخاب وزراء معترض بودند. مجلس به سه تن از وزرای پیشنهادی وی رای منفی داد و مابقی وزرا مورد تأیید نمایندگان قرار گرفتند. او برای نخستین بار در تاریخ جمهوری اسلامی ایران ۳ زن را برای تصدی مقام وزارت به مجلس معرفی کرد که فقط یکی از آن‌ها (وزیر بهداشت) موفق به اخذ رای اعتماد شد.

## سایر منصوبان رئیس دولت
انتصاب پرتعداد مشاوران رئیس‌جمهور در تمام حوزه‌ها و به موازات دستگاه‌های اجرایی در کنار قطع همکاری ناگهانی با تعدادی از مشاوران در اواخر سال ۱۳۸۹ حاشیه‌هایی را به همراه داشت. در بین مشاورانی که برکنار شدند، نام علی‌اصغر زارعی وجود داشت که او هنگام شرکت در انتخابات مجلس هشتم از حوزه مشاوران رئیس‌جمهور خارج شده بود. همچنین داود دانش‌جعفری سابقه فعالیت به‌عنوان مشاور رئیس‌جمهور را رد کرد. چندی بعد، مهدی خورشیدی آزاد دبیر شورای مشاوران رئیس‌جمهور از ابلاغ دستورالعمل اجرایی شورای مشاوران رئیس‌جمهور در ۲۹ آبان همان سال خبر داد. طبق این دستورالعمل، ریاست شورای مشاوران بر عهدهٔ مشاور عالی رئیس‌جمهور قرار گرفت.

## تحریم‌های بین‌المللی دولت دهم
لیست بر اساس این منبع است.
| سال      | تاریخ اعمال تحریم | نهاد/ کشور تحریم کننده             | جزئیات تحریم |
| -------- | ----------------- | ---------------------------------- | --- |
| سال ۱۳۸۹ | ۱۹ خرداد          | شورای امنیت سازمان ملل             | ایران نبایستی نفعی در هیچ فعالیت اقتصادی در یک کشور دیگر شامل، استخراج معدن اورانیوم، تولید یا استفاده از مواد و فناوری هسته‌ای کسب نماید. تمام دولت‌ها باید از ارائه، فروش یا انتقال تانک‌های جنگی، وسایل نقلیه زرهی، سیستم‌های توپخانه‌های کالیبربالا، هواپیماهای نظامی، بالگردهای تهاجمی، کشتی‌های جنگی، موشک یا سیستم‌های موشکی جلوگیری کنند. دولتها باید تمام اقدامات لازم را برای جلوگیری از انتقال فناوری‌ها یا مساعدت‌های تکنیکی مربوط به موشک‌های بالستیک قادر به حمل تسلیحات هسته‌ای، را اتخاذ نمایند. همچنین قطعنامه مشتمل بر مقرراتی برای کمک به قطع استفاده ایران از نظام مالی بین‌المللی است. علی‌الخصوص بانک‌های ایرانی که ممکن است برای تأمین مالی فعالیت‌های اشاعه و هسته‌ای مورد استفاده قرار گیرند. قطعنامه به دولت‌ها در رابطه با ارتباط بالقوه میان درآمدهای بخش انرژی ایران و فناوری‌های مربوط به انرژی و اشاعه هشدار داده و پانلی را برای کمک به نظارت و تضمین اجرای تحریم‌ها تأسیس می‌نماید. |
| سال ۱۳۸۹ | ۲۴ دی             | ایالات متحده آمریکا                | وزارت خزانه داری ایالات متحده آمریکا در اقدامی ۲۴ شرکت کشتیرانی بین‌المللی را به‌علت تجارت با ایران تحریم کرد. |
| سال ۱۳۸۹ | ۷ آبان            | ایالات متحده آمریکا                | ایالات متحده آمریکا تحریم‌های جدیدی را علیه ۳۷ شرکت اروپایی و ۵ نفر از شهروندان ایرانی که گفته می‌شود در بخش کشتیرانی ایران فعالیت دارند، اعمال کرده است. |
| سال ۱۳۸۹ | ۸ خرداد           | مجلس نمایندگان ایالات متحده آمریکا | مجلس نمایندگان ایالات متحده آمریکا لایحه تحریم آندسته از شرکت‌هایی که با ایران معاملات تجاری دارند را به تصویب درآورد. |
| سال ۱۳۸۹ | ۲۷ خرداد          | ایالات متحده آمریکا                | این تحریم‌های ایالات متحده آمریکا دربرگیرنده "پست بانک ایران" می‌شود و وزارت خزانه‌داری ایالات متحده آمریکا همچنین اقداماتی را علیه چندین شرکت کشتی‌رانی ایران اتخاذ کرده است و ۲۲ شرکت نفتی، انرژی و بیمه که توسط دولت ایران اداره می‌شود و در ایران و بخش‌های مختلف جهان از جمله لندن، سنگاپور و دبی فعالیت می‌کنند را مورد هدف قرار داده است. |
| سال ۱۳۹۰ | ۳ بهمن            | اتحادیه اروپا                      | کشورهای عضو اتحادیه اروپا در راستای اعمال فشار بیشتر بر ایران برای صرفه نظر کردن از برنامه هسته‌ای خود، با اعمال تحریم تدریجی بر نفت ایران و بانک مرکزی موافقت کردند. طبق توافق اعضای اتحادیه اروپا، از این پس انعقاد هرگونه قرارداد جدید از سوی کشورهای عضو اتحادیه اروپا با بخش نفتی ایران ممنوع خواهد بود و تمامی قراردادهای جاری میان اروپا و بخش نفت ایران نهایتاً تا اول ژوئیه لغو خواهد شد. |
| سال ۱۳۹۰ | ۱۰ اسفند          | ایالات متحده آمریکا                | وزارت خزانه‌داری ایالات متحده آمریکا بانک دوبی را به خاطر آنچه کمک به ایران در راستای فرار از تحریم‌های بین‌المللی خوانده است، تحریم کرد. |
| سال ۱۳۹۰ | ۴ بهمن            | ایالات متحده آمریکا                | وزارت خزانه‌داری ایالات متحده آمریکا در اقدامی پس از تصویب تحریم‌هایی علیه بانک مرکزی ایران، تحریم‌هایی را علیه بانک تجارت جمهوری اسلامی ایران اعلام کرد. |
| سال ۱۳۹۰ | ۲۸ بهمن           | ایالات متحده آمریکا                | وزارت خزانه داری ایالات متحده آمریکا در اقدامی وزارت اطلاعات ایران را بخاطر حمایت از دولت سوریه در لیست تحریم‌های ایالات متحده آمریکا قرار داد. طبق این تحریم‌ها، دارایی‌های وزارت اطلاعات ایران توقیف شده و به مقامات این وزارت‌خانه برای سفر به ایالات متحده آمریکا روادید داده نمی‌شود. |
| سال ۱۳۹۰ | ۱۱ دی             | ایالات متحده آمریکا                | باراک اوباما تحریم بانک مرکزی ایران را امضا کرد. بر این اساس، شرکت‌های خارجی را که با بانک مرکزی ایران دست به معامله بزنند، مشمول جریمه خواهند شد. |
| سال ۱۳۹۰ | ۱۰ آذر            | اتحادیه اروپا                      | اتحادیه اروپا در اقدامی، بیش از ۱۸۰ شرکت و شخصیت ایرانی را در فهرست تحریم‌های خود قرار داد. علت این تحریم‌ها مخالفت ایران با خواسته‌های بین‌المللی برای توقف برنامه هسته‌ایش خوانده شده است. |
| سال ۱۳۹۰ | ۳۰ آذر            | ایالات متحده آمریکا                | وزارت خزانه داری ایالات متحده آمریکا روز گذشته اعلام کرد که اقدامات تحریمی علیه ایران در زمینه ۱۰ شرکت کشتیرانی اعمال خواهد شد. |
| سال ۱۳۹۰ | ۲ تیر             | ایالات متحده آمریکا                | ایالات متحده آمریکا تحریم‌هایی را علیه شرکت "ایران ایر" اعمال کرد و ایالات متحده آمریکایی‌ها را از انجام هرگونه معامله با این شرکت هواپیمایی منع کرد. |
| سال ۱۳۹۰ | ۳ تیر             | ایالات متحده آمریکا                | وزارت خزانه‌داری ایالات متحده آمریکا بزرگ‌ترین شرکت حمل و نقل هوایی ایران (ایران ایر) و یکی از مهم‌ترین اپراتورهای کشتیرانی در بندرهای ایران را تحریم کرد. |
| سال ۱۳۹۰ | ۶ تیر             | اسرائیل                            | اسرائیل برخی شرکت‌ها را برای قطع تجارت آنان با ایران تحریم و اعلام کرد با این اقدام ایران را تحریم کرده است. |
| سال ۱۳۹۰ | ۲۳ فروردین        | اتحادیه اروپا                      | وزیر امور خارجه انگلیس گفت اتحادیه اروپا با اعمال تحریم بر ۳۲ مقام ایرانی به دلیل نقض حقوق بشر، موافقت کرده است. |
| سال ۱۳۹۱ | ۲۳ فروردین        | اتحادیه اروپا                      | وزیران امور خارجه ۲۷ کشور عضو اتحادیه اروپا در اجلاس خود در بروکسل تصمیم گرفتند واردات نفت از ایران به کشورهای اروپایی را تحریم کنند. |
| سال ۱۳۹۱ | ۲۳ تیر            | ایالات متحده آمریکا                | ۵۰ شرکت و مؤسسه مالی ایران با هدف مقابله با برنامه موشک‌های بالستیک ایران مورد تحریم قرار گرفت. این مؤسسات از وزارت دفاع ایران، نیروهای مسلح و سازمان صنایع فضایی ایران، شرکت خطوط کشتیرانی ایران و سپاه پاسداران انقلاب اسلامی ایران هستند. علاوه بر آن، «شرکت نفتکش ملی ایران» به همراه ۵۸ کشتی و ۲۷ مؤسسه و نهاد وابسته به آن در میان این تحریم‌ها قرار دارند. |
| سال ۱۳۹۱ | ۵ فروردین         | اتحادیه اروپا                      | وزیران خارجه اتحادیه اروپا ۱۸ نام جدید را در "لیست سیاه" ایران گنجانده‌اند. ورود این افراد به اتحادیه اروپا ممنوع است و حساب‌های بانکی آنها در این اتحادیه نیز توقیف می‌شود. |
| سال ۱۳۹۱ | ۹ فروردین         | ایالات متحده آمریکا                | یک شرکت هواپیمایی و سه تن از فرماندهان نظامی ایرانی در فهرست تحریم‌های ایالات متحده آمریکا قرار گرفتند. |
| سال ۱۳۹۱ | ۲۱ اسفند          | اتحادیه اروپا                      | وزرای خارجه اتحادیه اروپا ضمن تمدید تحریم‌های علیه مقامات ایرانی، نام ۹ شخصیت ایرانی دیگر را نیز به لیست سیاه خود اضافه کردند. افرادی که نام آن‌ها در این لیست باشد، از ورود به کشورهای عضو اتحادیه اروپا منع شده و حساب‌های آن‌ها در بانک‌های اروپایی مسدود می‌شود. |
| سال ۱۳۹۱ | ۱ دی              | ایالات متحده آمریکا                | وزارت خزانه‌داری ایالات متحده آمریکا ۴ شرکت و یک شهروند ایرانی دیگر را به اتهام ارتباط با برنامه هسته‌ای و موشک‌های بالستیک ایران در لیست تحریم‌های خود قرار داد. |
| سال ۱۳۹۲ | ۱۰ خرداد          | ایالات متحده آمریکا                | ۸ شرکت پتروشیمی تحت تحریم‌های ایالات متحده آمریکا قرار گرفتند. این نخستین بار است که واشینگتن صنعت پتروشیمی ایران را تحریم می‌کند و منبع گسترده‌ای از درآمدهای خارجی ایران پس از نفت را هدف قرار داده است. |
| سال ۱۳۹۲ | ۲۰ اردیبهشت       | ایالات متحده آمریکا                | وزارت خزانه‌داری ایالات متحده آمریکا یک بانک مشترک ایران و ونزوئلا را تحریم کرد. |

## یادداشت
1. ↑  با تصویب هیئت دولت در ۲ خرداد ۱۳۸۹، دبیرکل شورای‌علی امور ایرانیان خارج از کشور هم‌تراز با مقامات موضوع بند «د» ماده ۷۱ قانون مدیریت خدمات کشوری شد.
2. ↑  با تصویب هیئت دولت در ۳ مهر ۱۳۹۰، رئیس سازمان فضایی ایران هم‌تراز با مقامات موضوع بند «هـ» ماده ۷۱ قانون مدیریت خدمات کشوری شد.
3. ↑  با تصویب هیئت دولت در ۹ تیر ۱۳۹۲، رئیس هیئت عامل صندوق توسعه ملی هم‌تراز با مقامات موضوع بند «د» ماده ۷۱ قانون مدیریت خدمات کشوری شد.